# Girolamo di Benvenuto
Girolamo di Benvenuto, detto anche Girolamo del Guasta (Siena, 1470 – Siena, 1524), è stato un pittore italiano.

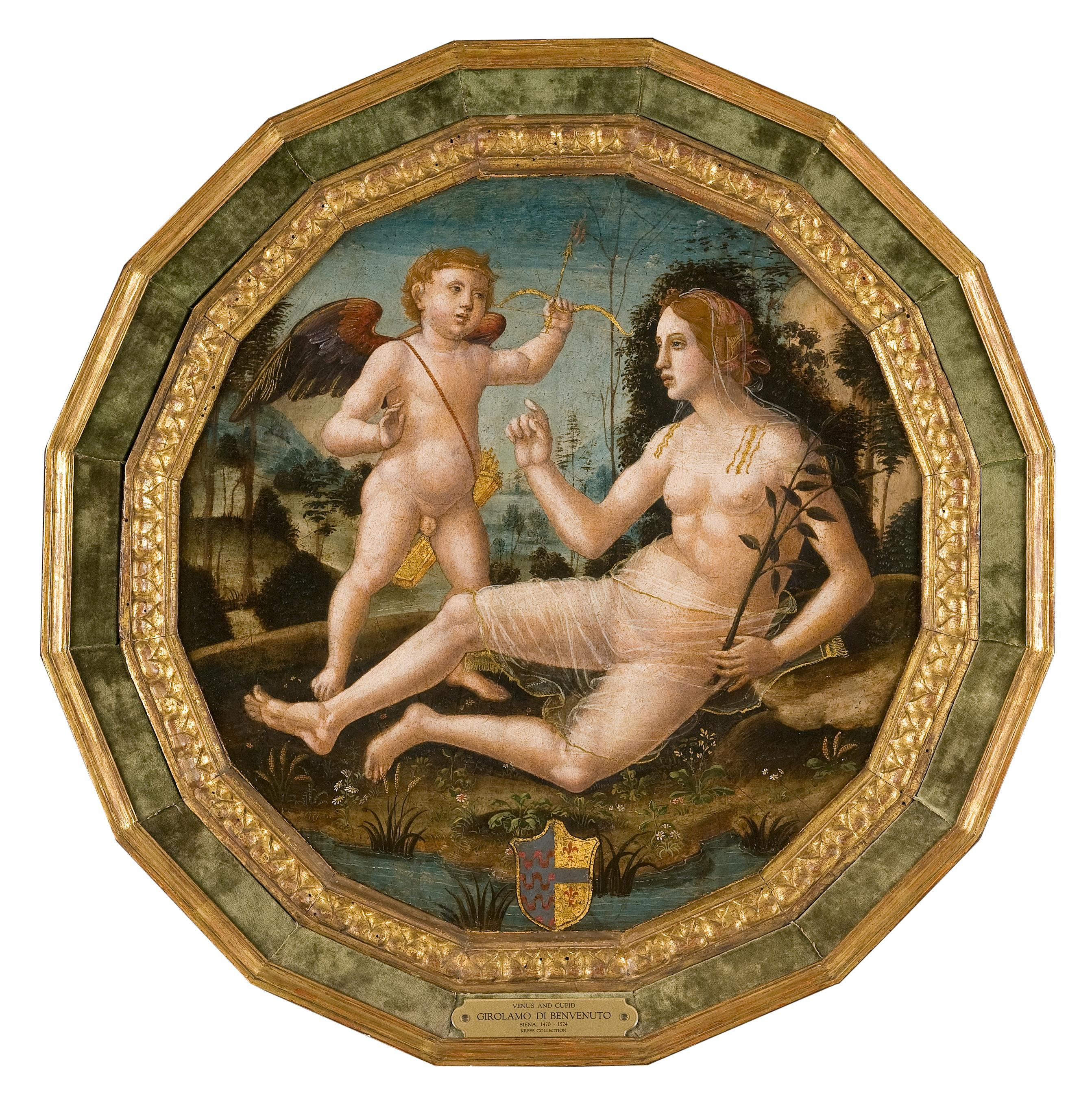
Venere e Cupido, Denver Art Museum

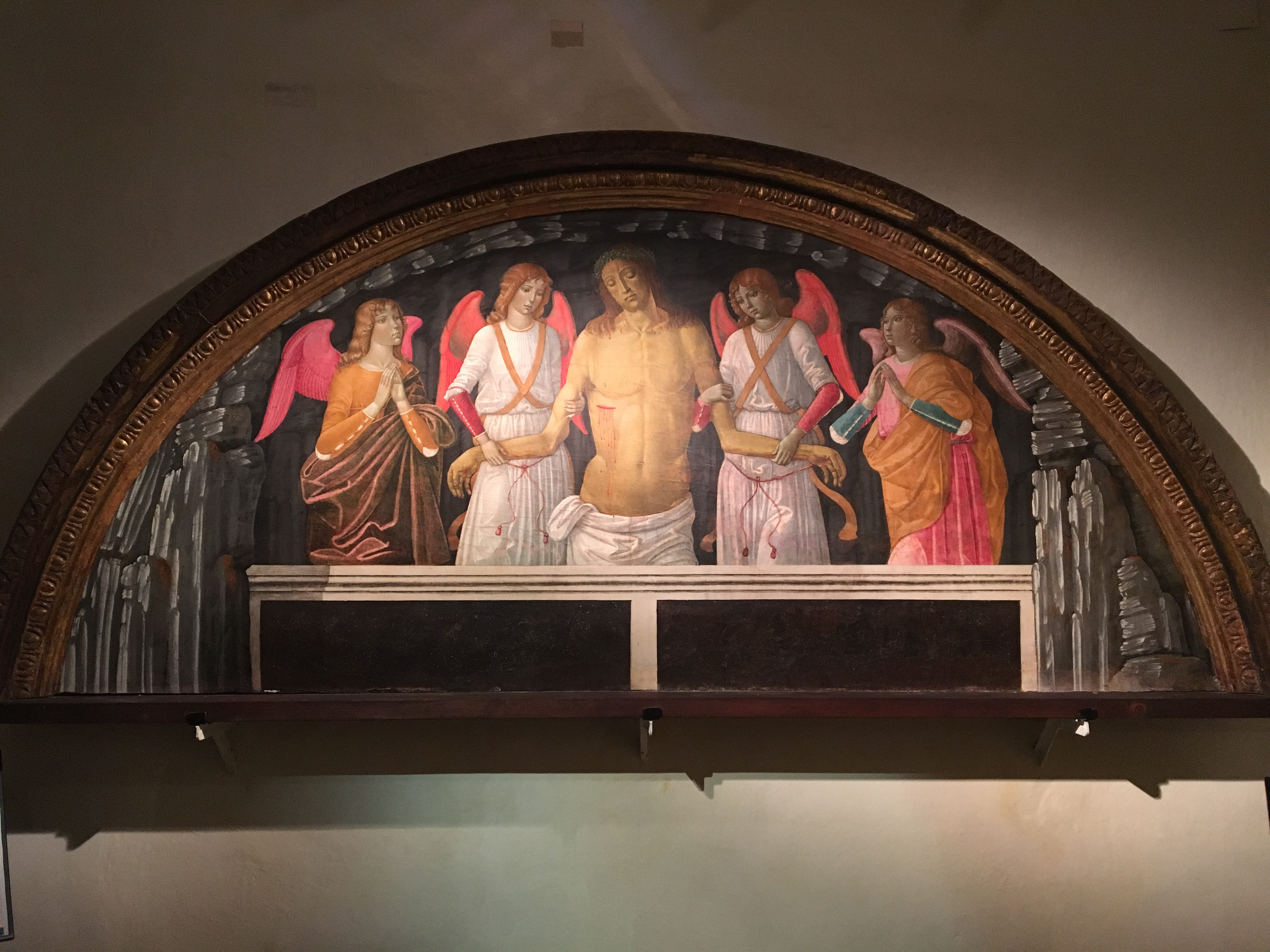
Girolamo di Benvenuto, Cristo in Pietà tra gli angeli - Museo della Città (Acquapendente) - sede di Palazzo Vescovile, olio su tavola 1505

Figlio di Benvenuto di Giovanni, si formò nell'avviata bottega del padre, mantenendosi nello stile della tradizione senese. Si specializzò nei soggetti religiosi e nella produzione di oggetti per le abitazioni private, come i cassoni. 
Tra le opere a lui attribuite più significative la pala (smembrata nel 1899) e oggi conservata (la parte superiore) presso il Museo della Città di Acquapendente di Palazzo Vescovile (1505), raffigurante Cristo in pietà tra angeli; la parte sottostante della pala raffigurante una Madonna col Bambino in trono tra santi è oggi conservata al Fogg Art Museum. L'opera faceva parte di una pala d'altare, anticamente conservata presso il presbiterio della chiesa di Sant'Agostino ad Acquapendente.

## Opere
- Madonna col Bambino, san Gerolamo e san Bernardino, tempera su tavola, inizi XVI secolo, dalla cattedrale di San Lorenzo di Grosseto, Museo d'arte sacra, Grosseto
- Assunzione della Vergine con i santi Francesco, Girolamo e Tommaso, tempera su tavola, fine XV secolo, museo di Palazzo Orsini, Pitigliano, proveniente dal convento della Santissima Trinità alla Selva